# Clay Matthews
William Clay Matthews (født d. 15. marts, 1956 i Palo Alto, California) er en tidligere amerikansk fodbold-spiller. Han spillede linebacker, og nåede at spille for to NFL mandskaber. 
Han startede sin karriere i Cleveland Browns, som valgte ham i første runde af NFL draften i 1978. Han skiftede til Atlanta Falcons i 1994, hvor han også sluttede sin karriere i 1996. Han blev i alt valgt til fire Pro Bowls i løbet af hans karriere. Han er far til Clay Matthews III.